# Cieśnina Anian

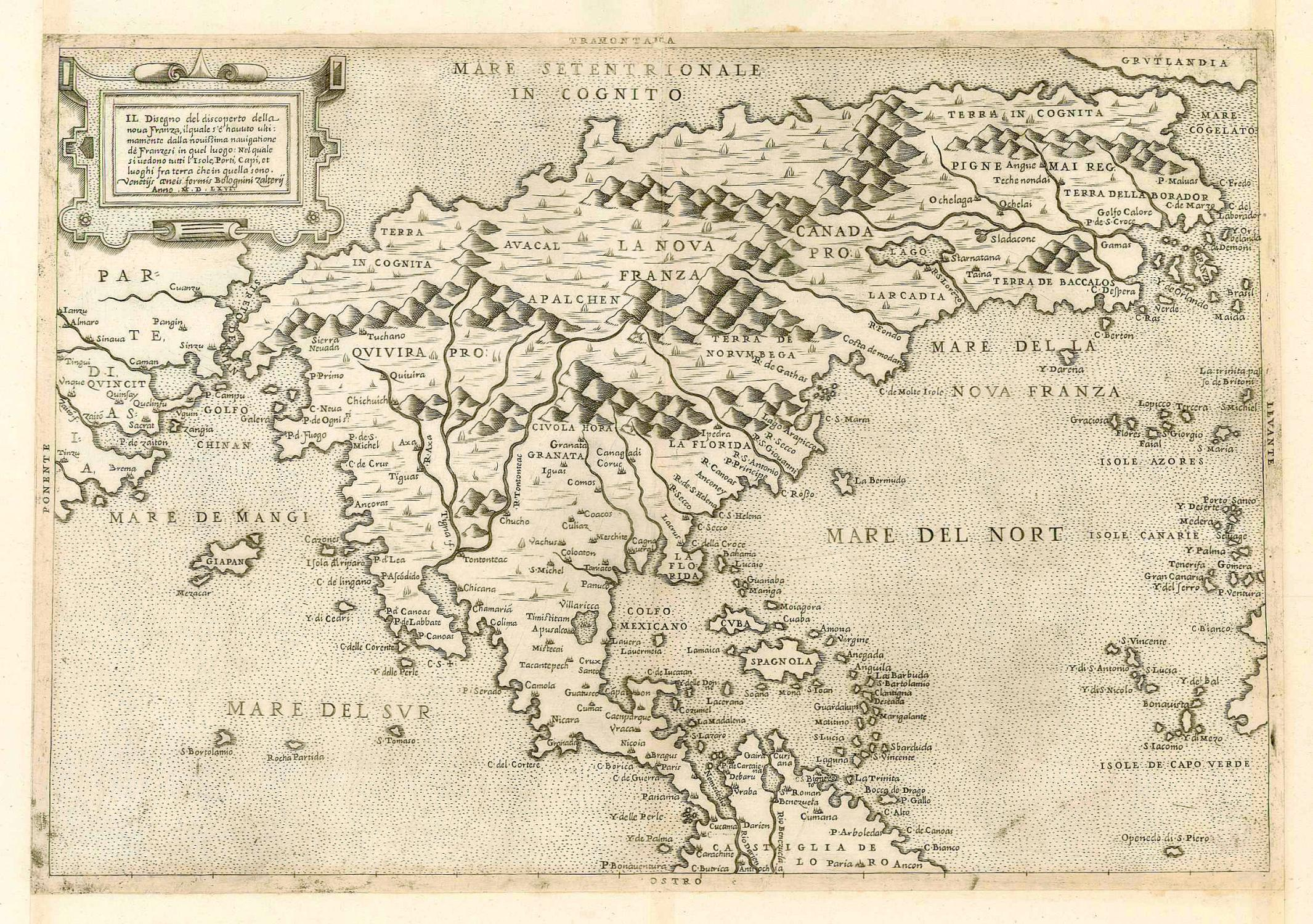
Cieśnina Anian na mapie Zaltieriego (1566)

Cieśnina Anian – rzekoma cieśnina oddzielająca Amerykę Północną od Azji, która miała przebiegać między północno-wschodnim a zachodnim wybrzeżem Ameryki. O jej istnieniu, począwszy od XVI wieku, przez przeszło dwa stulecia przekonani byli eksploratorzy poszukujący Przejścia Północno-Zachodniego.

## Nazwa
The Canadian Encyclopedia podaje, że nazwa rzekomej cieśniny pochodzi prawdopodobnie od nazwy Ania – chińskiej prowincji wzmiankowanej w relacji z podróży Marco Polo (1254–1324) wydanej w 1559 roku . 

## Opis
Cieśnina Anian miała przebiegać między północno-wschodnim a zachodnim wybrzeżem Ameryki. The Canadian Encyclopedia podaje, że Cieśnina Anian to część legendarnego Przejścia Północno-Zachodniego łączącego Ocean Atlantycki i Pacyfik, prawdopodobnie Cieśnina Beringa .

## Kartografia

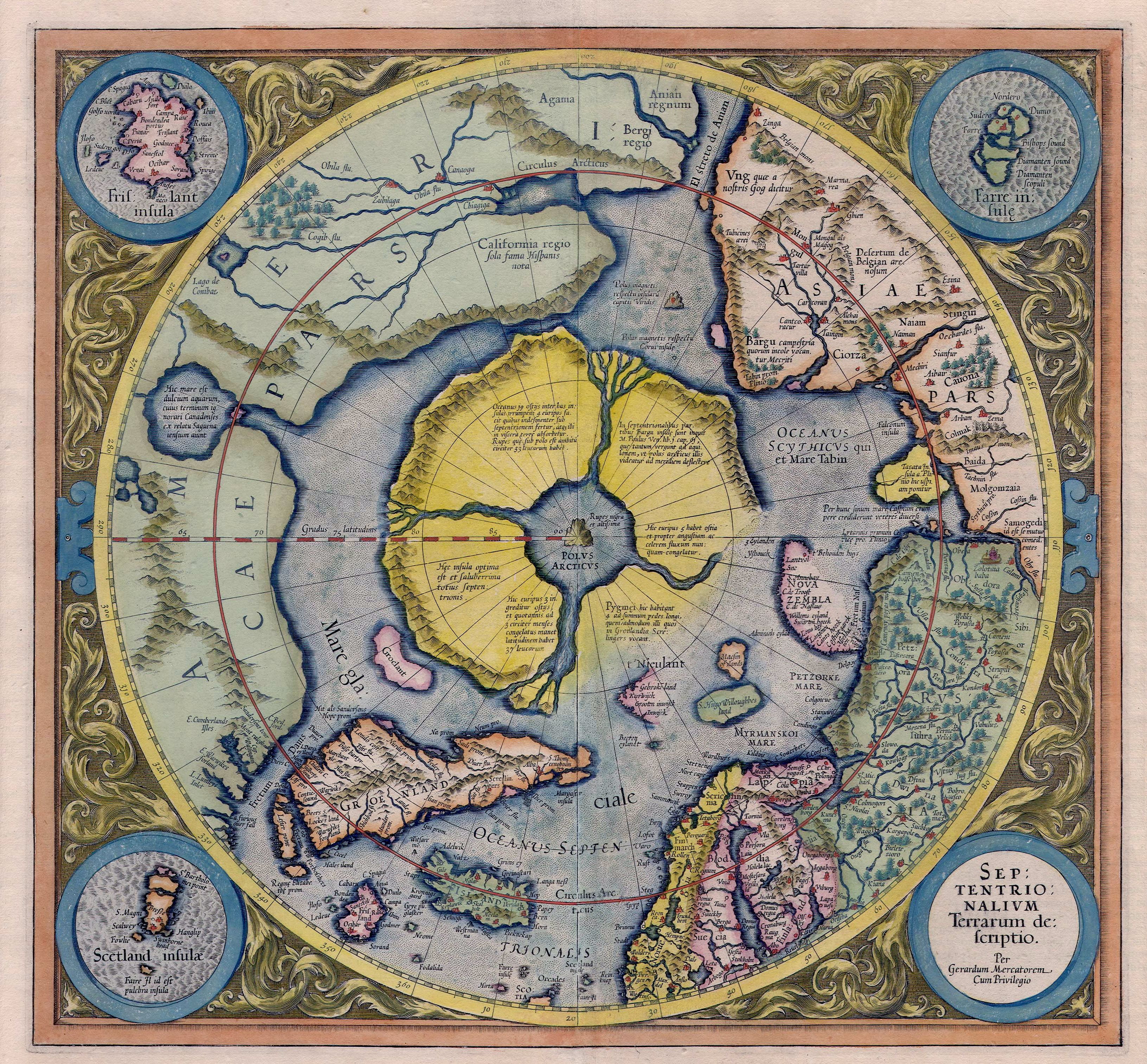
Cieśnina Anian na mapie Merkatora (1623)

Na mapie Cieśnina Anian pojawiła się po raz pierwszy w 1562 roku – na mapie świata włoskiego kartografa Giacomo Gastaldiego (1500–1566) , łącząc Ocean Spokojny z wielkim północnym morzem śródlądowym, które z kolei łączyło się z Oceanem Atlantyckim. Takie przedstawienie napędzało nadzieje na znalezienie Przejścia Północno-Zachodniego. Cieśnina została również umieszczona przez Abrahama Orteliusa (1527–1598) na mapie świata Typus Orbis Terrarum (1564). W 1567 roku trafiła na mapy Bologniniego Zaltieriego  i Gerarda Merkatora (1512–1594).
Przez prawie 240 lat rzekoma cieśnina umieszczana była na rozlicznych mapach, chociaż kartografowie nie byli do końca przekonani, gdzie też dokładnie miałaby się znajdować: lokalizowano ją w szerokim pasie od brzegów dzisiejszego stanu Waszyngton do północnych wybrzeży Alaski. Według mapy londyńskiego kartografa Hermana Molla (1654–1732) z 1719 roku miała to być zatoka położona na północ od wyspy Kalifornia, na 50. równoleżniku. Taką samą lokalizację podał na swojej mapie z 1728 roku holenderski kartograf Johannes van Keulen (1654–1715). 

## Historia poszukiwań
Bezskuteczne poszukiwania cieśniny, zarówno od strony wschodniego jak i zachodniego wybrzeża Ameryki Północnej, trwały kilka stuleci. Poszukiwali jej m.in. John Cabot (1450–1499), Gaspar Corte-Real (1450–1501), Hernán Cortés (1485–1547), Francisco Ulloa (zm. 1540) czy Martin Frobisher (1535–1594). Inni utrzymywali nawet, że udało im się ją znaleźć, m.in. hiszpański żeglarz Lorenzo Ferrer Maldonado (?–1625), który miał przebyć przejście w 1588 roku czy grecki żeglarz w służbie króla Hiszpanii Juan de Fuca (1536–1602), który miał odkryć wejście do cieśniny w 1592 roku.  
Rzeczywistą cieśninę dzielącą Amerykę i Azję odkryła  w 1728 roku ekspedycja Vitusa Beringa (1681–1741) – nazwaną na jego cześć. 
W 1772 roku Samuel Hearne (1745–1792) z Kompanii Zatoki Hudsona przebył lądem szlak od Zatoki Hudsona do ujścia rzeki Coppermine, udowadniając, że wbrew wcześniejszym nadziejom nie da się tamtędy wydostać na Pacyfik.
Istnienie przejścia prowadzącego drogami wodnymi wewnątrz Archipelagu Arktycznego na północ od kontynentalnej Ameryki Północnej potwierdził jako pierwszy brytyjski badacz polarny Robert McClure (1807–1873), który przebył przejście z zachodu na wschód na statku i na saniach w latach 1850–1853 . Pierwszym, który w całości przepłynął przejście w latach 1903–1906, był norweski polarnik i późniejszy zdobywca bieguna południowego Roald Amundsen (1872–1928) .